# Olteni (okręg Prahova)
Olteni – wieś w Rumunii, w okręgu Prahova, w gminie Teișani. W 2011 roku liczyła 646 mieszkańców.